# Oceano Atlantico
L'Oceano Atlantico, detto brevemente Atlantico, è il secondo oceano della Terra per estensione, di cui ricopre circa il 20% della superficie. Il nome dell'oceano, derivato dalla mitologia greca, significa "mare di Atlante" e la sua superficie è di circa 106 400 000 chilometri quadrati. L'Oceano Atlantico copre circa il 20% della superficie terrestre e circa il 26% della sua superficie d'acqua.
La prima menzione di "Atlantide" in letteratura si rintraccia in Erodoto (circa 450 a.C.), che scrive il nome dell'oceano Ἀτλαντὶς θάλασσα 'il mare di Atlantide'. Il nome "Oceano Etiope", derivato da Etiopia, veniva talvolta applicato all'Oceano Atlantico meridionale fino alla metà del secolo XIX. Gli antichi Greci credevano che questo oceano fosse un enorme fiume che circondava il mondo. Per questo motivo, prima che gli europei ne scoprissero altri, il termine stesso "oceano" stava ad indicare per antonomasia tutte le acque situate oltre lo stretto di Gibilterra. Benché fosse stato attraversato per la prima volta dai vichinghi in viaggio verso la Groenlandia e la Vinlandia (il moderno Labrador, nel Canada), fu la spedizione di Cristoforo Colombo del 1492 ad avere le maggiori conseguenze, poiché da allora l'Atlantico fu solcato frequentemente nell'ambito dell'età delle scoperte e della colonizzazione europea delle Americhe.
L'Oceano Atlantico è un bacino allungato e a forma di S che corre longitudinalmente tra l'Europa e l'Africa (ad est) e l'America a ovest. Secondo la convenzione che identifica tre oceani, seguita anche in Italia, l'Atlantico confina a sud-est con l'Oceano Indiano e ad ovest con l'Oceano Pacifico, attraverso tra bracci di mare: da nord-ovest a sud-ovest essi sono lo stretto di Bering, lo stretto di Magellano e il Canale di Drake. L'Equatore separa l'Atlantico in un settore settentrionale e un settore meridionale. Secondo la convenzione che identifica quattro oceani ammettendo l'esistenza dell'"Oceano Artico", seguita particolarmente nei paesi di lingua inglese, l'Atlantico confina con l'Oceano Artico a nord, l'Oceano Pacifico a sud-ovest e l'Oceano Indiano a sud-est. Infine, secondo la convenzione che identifica cinque oceani ammettendo l'esistenza di un "Oceano Artico" e di un "Oceano Antartico", anch'essa seguita nella letteratura geografica in lingua inglese, l'Atlantico confina a nord con l'Oceano Artico, sud con l'Oceano Antartico, a sud-ovest con l'Oceano Pacifico e sud-est con l'Oceano Indiano.

## Descrizione

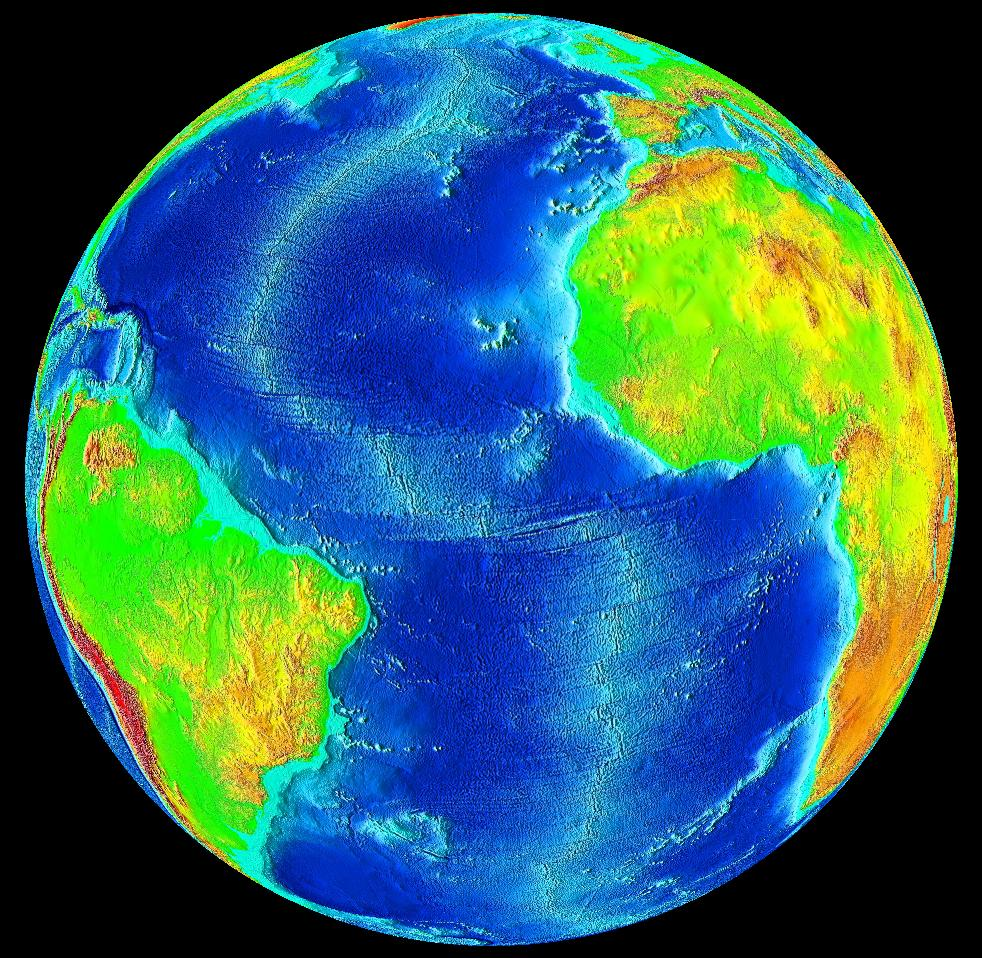
Atlantico settentrionale e meridionale

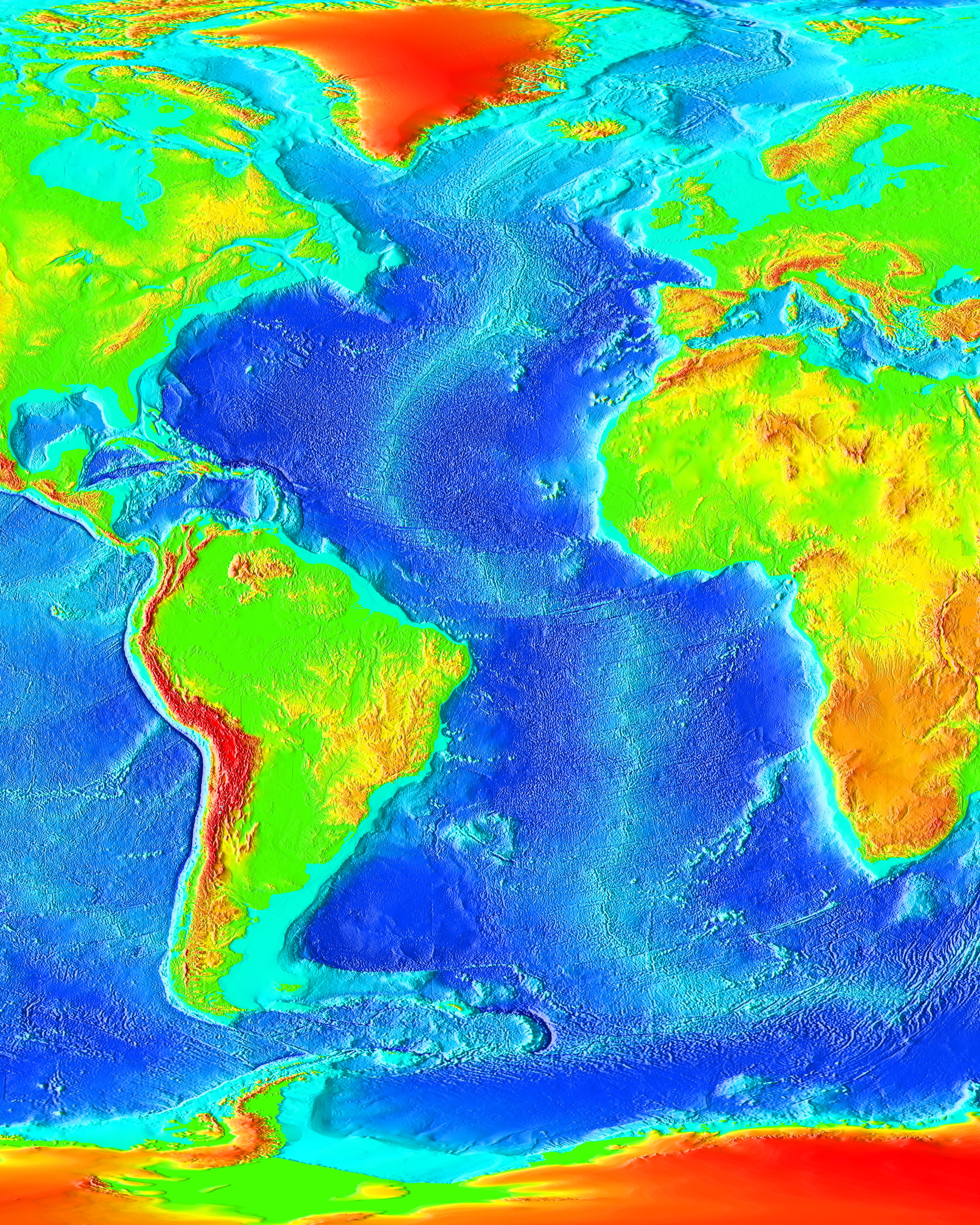
Batimetria dell'Atlantico

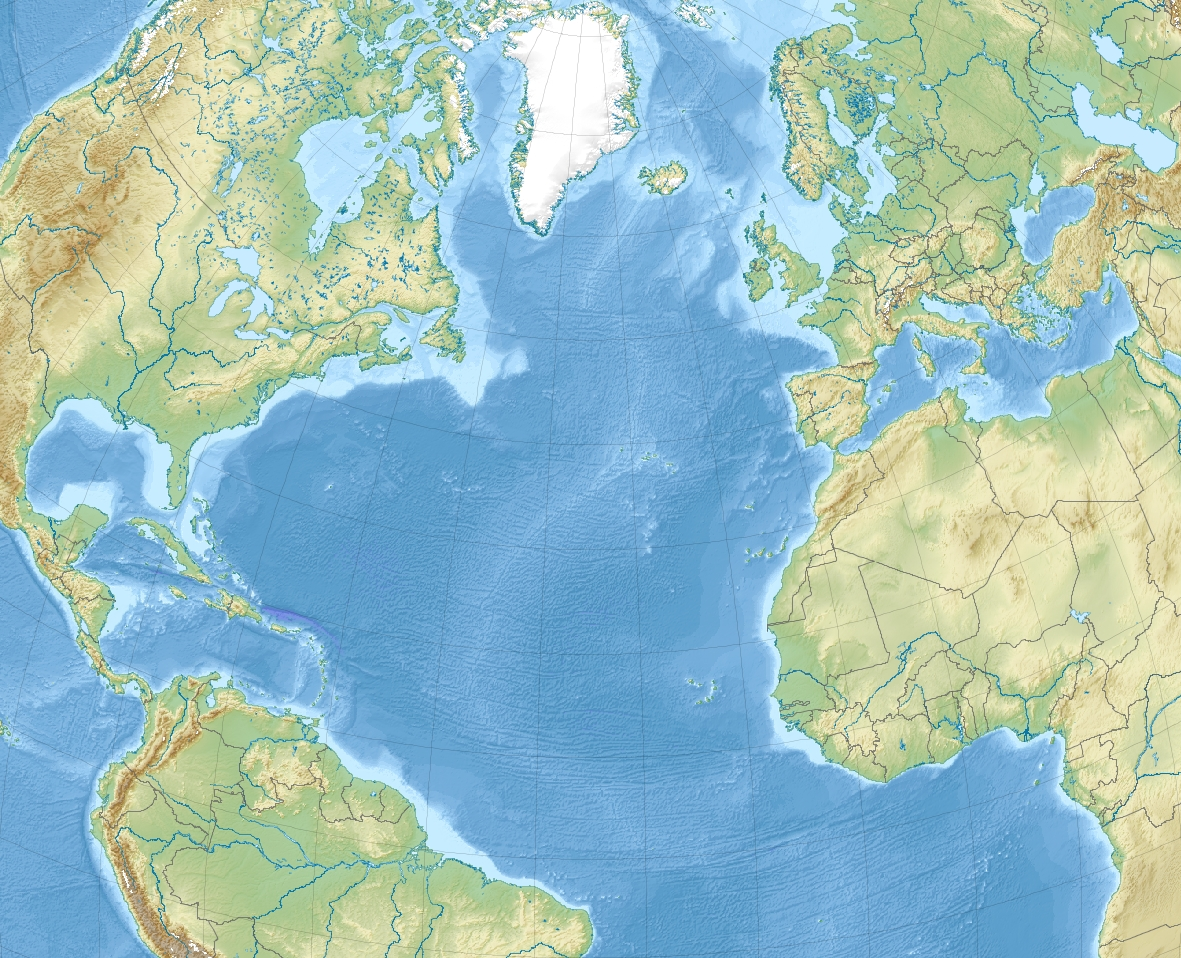
Mappa dell'Atlantico settentrionale

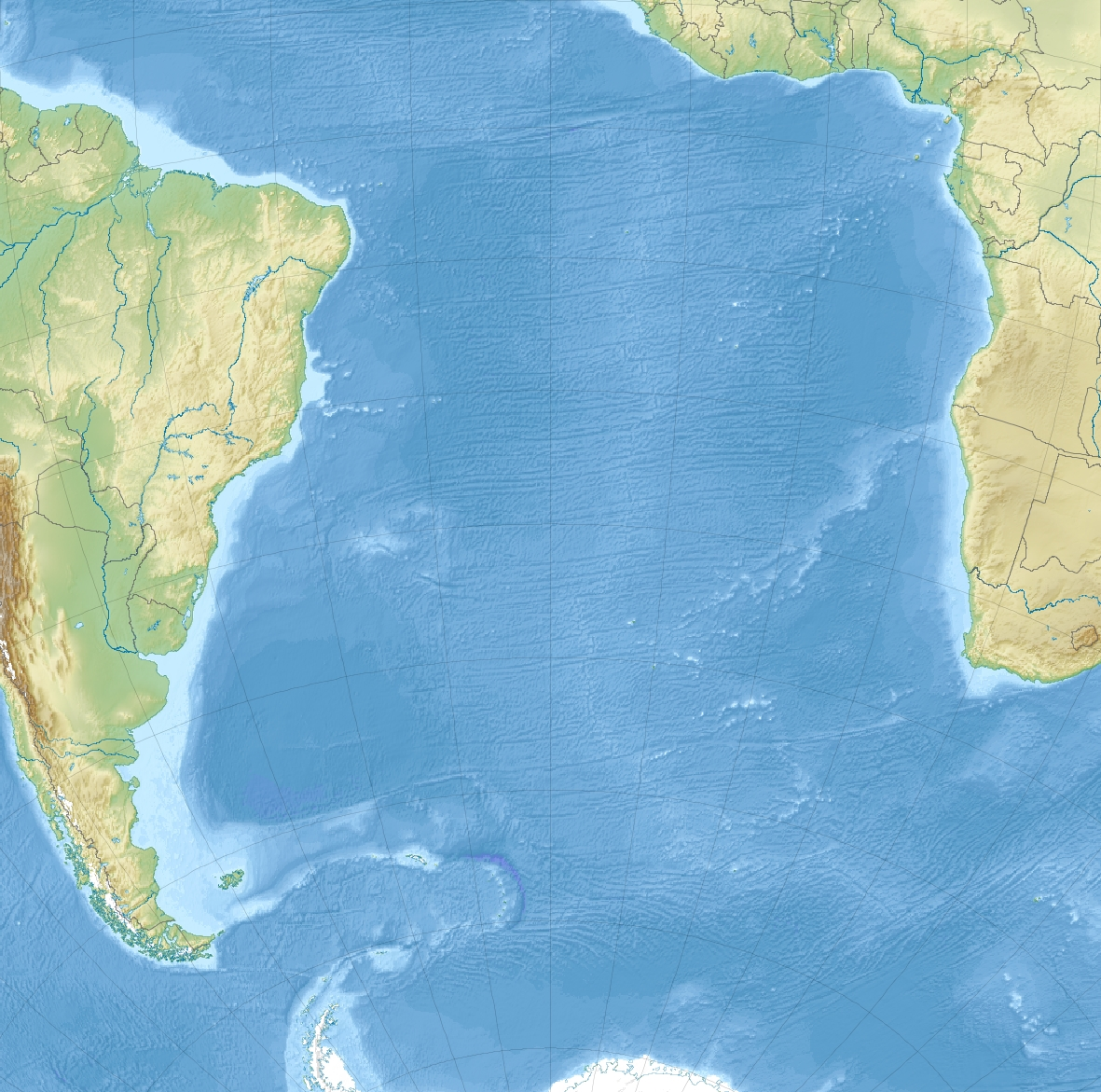
Mappa dell'Atlantico meridionale

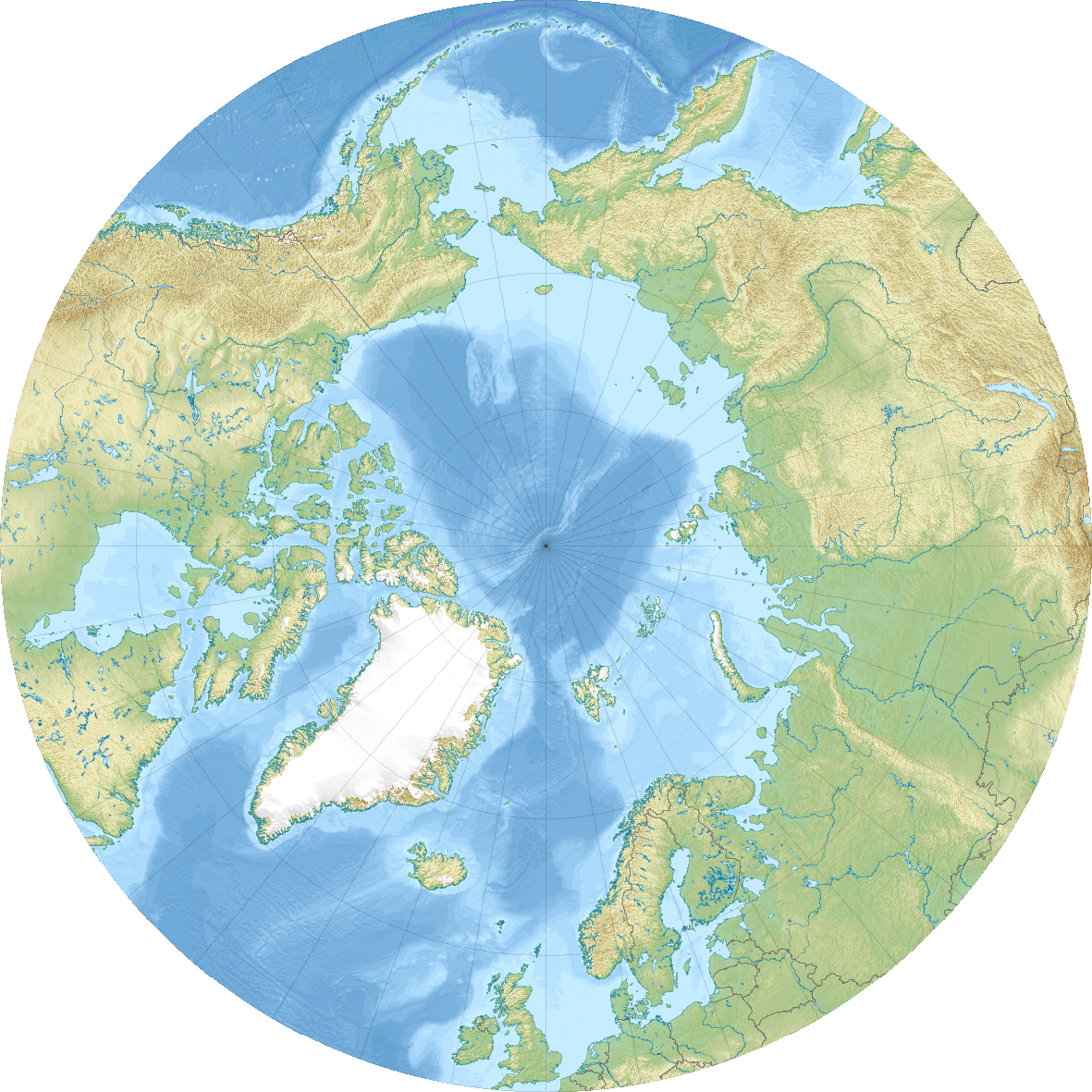
Mar Glaciale Artico, mare dipendente dall'Atlantico

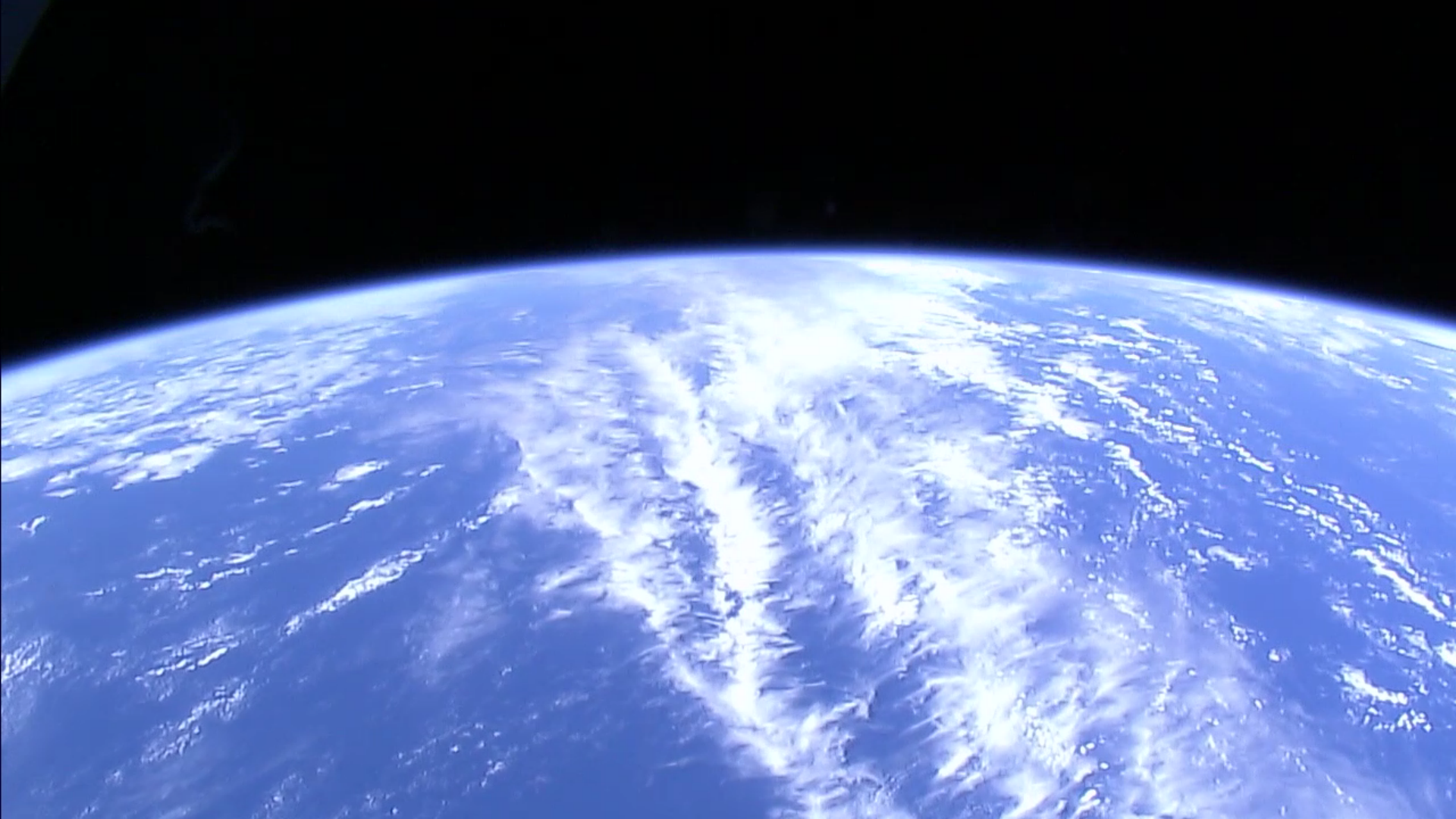
L'Oceano Atlantico meridionale visto dalla ISS

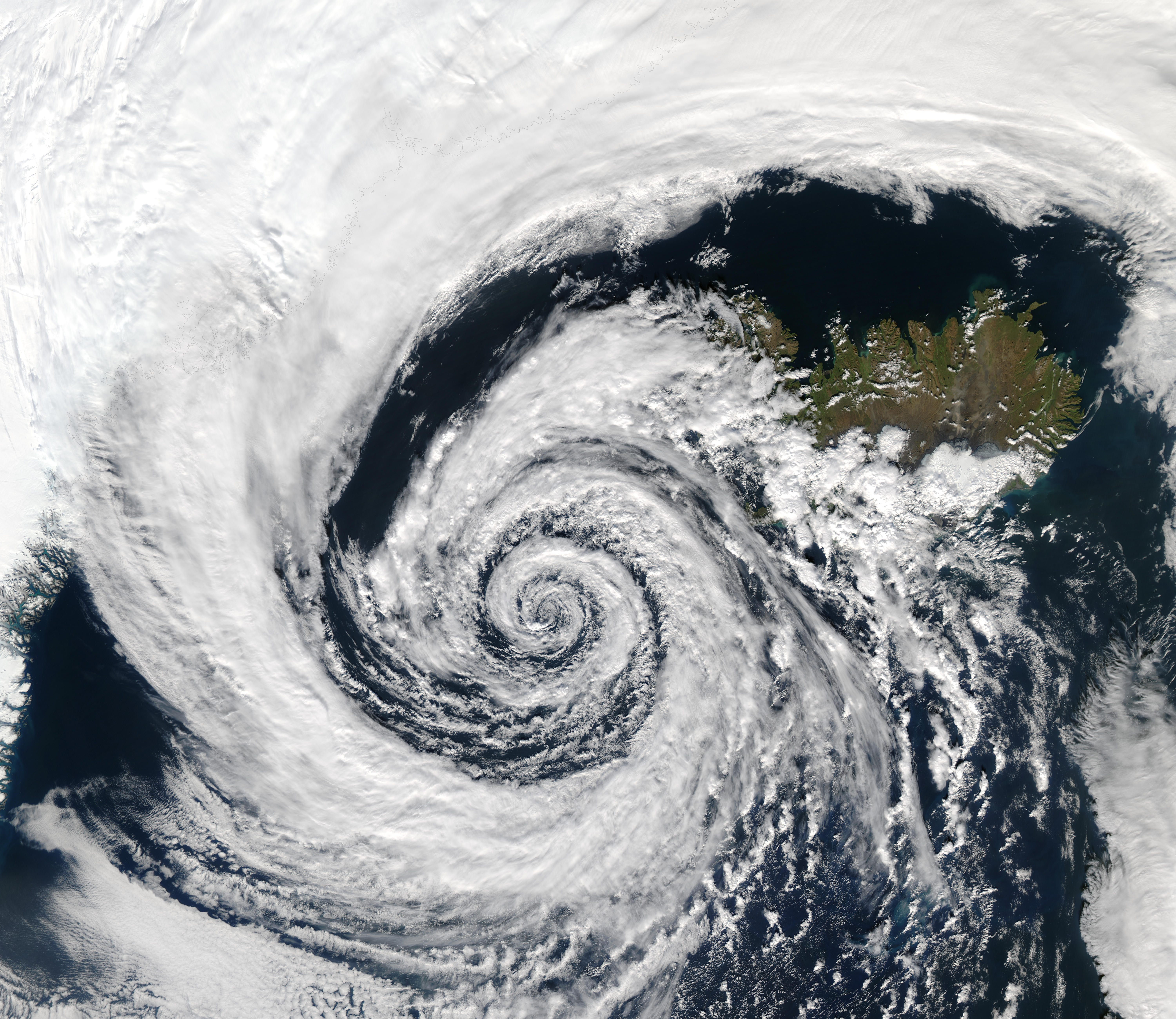
Depressione d'Islanda

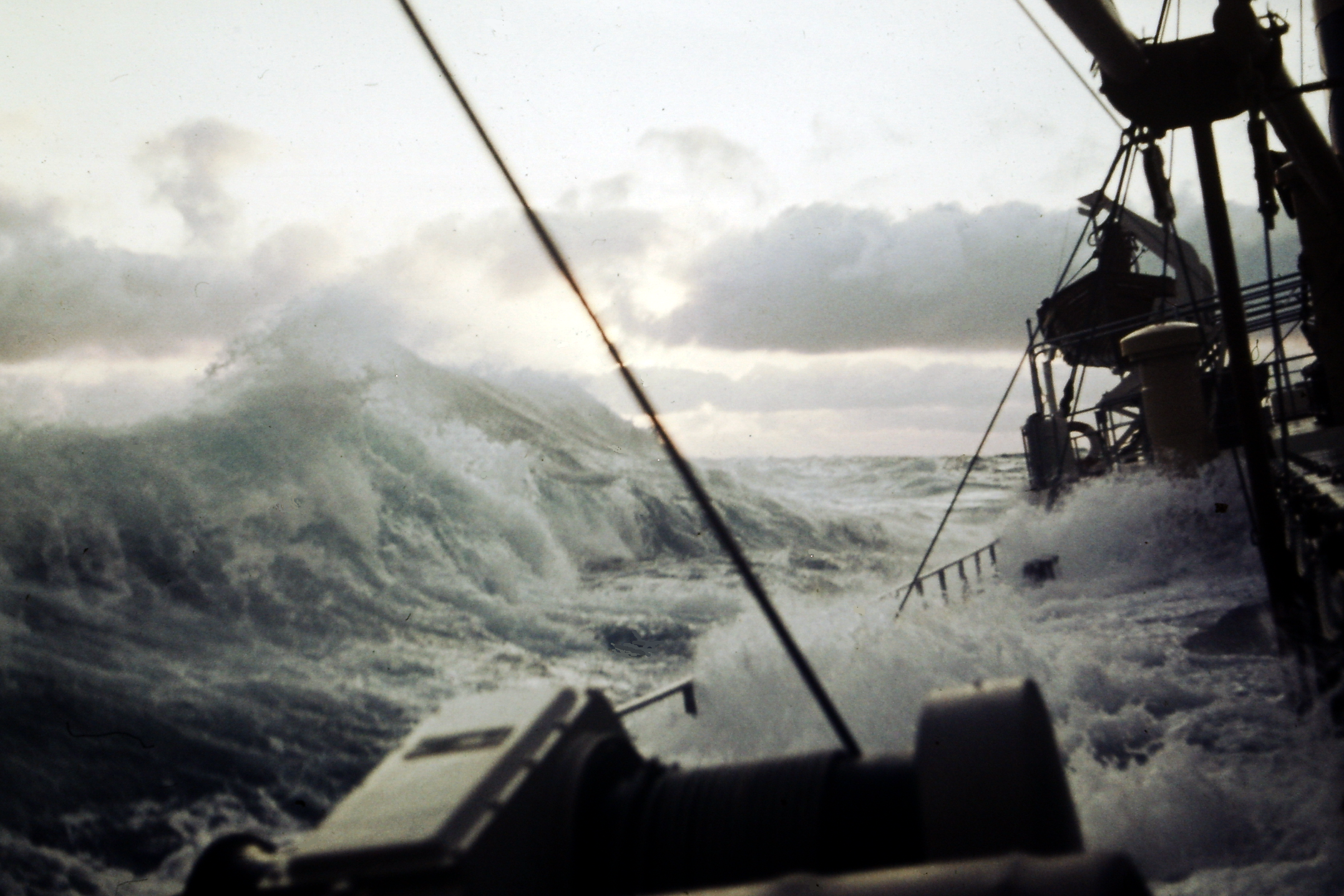
Tempesta con alto mare nel Nord Atlantico

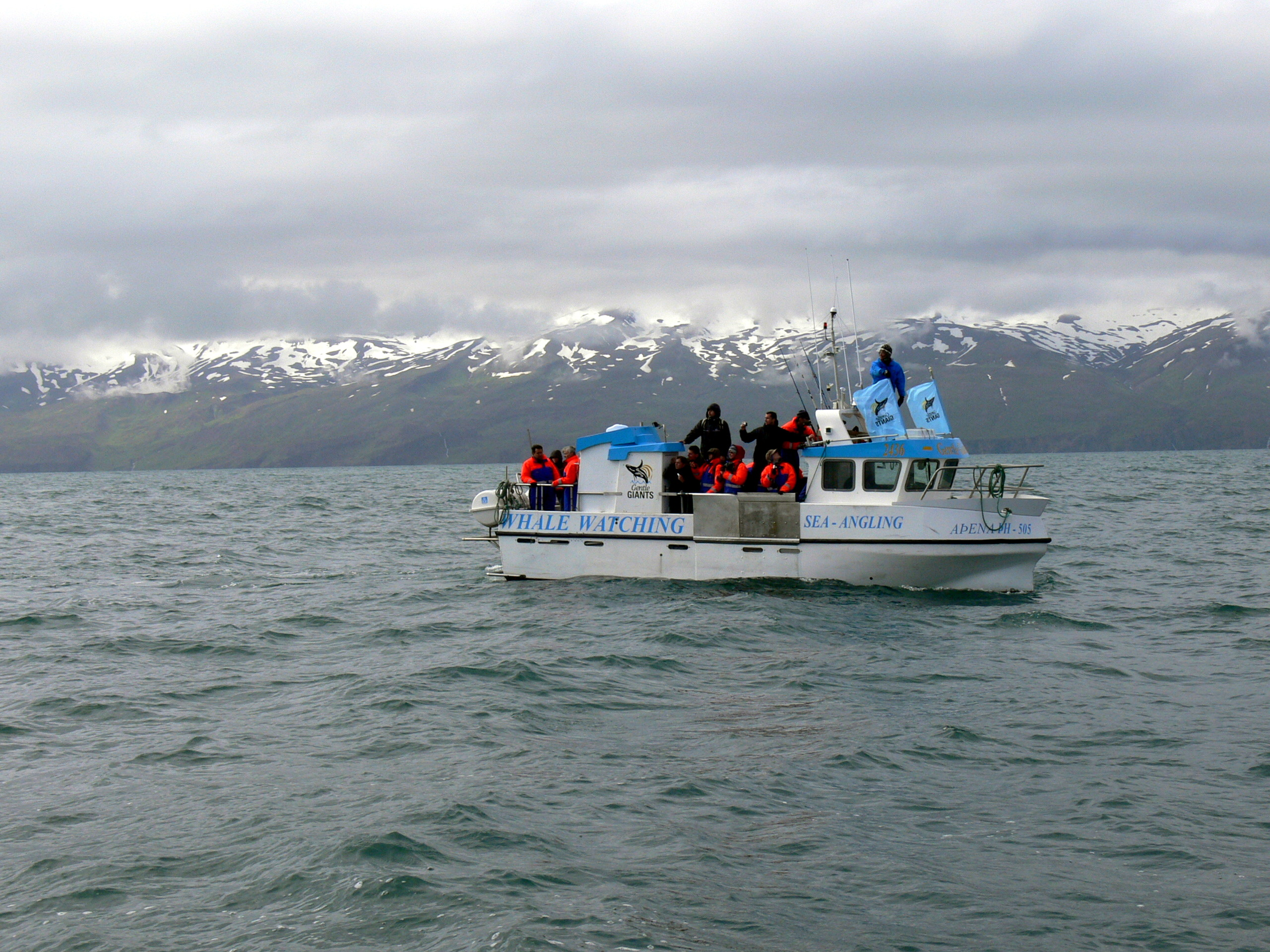
Mare intorno all'Islanda

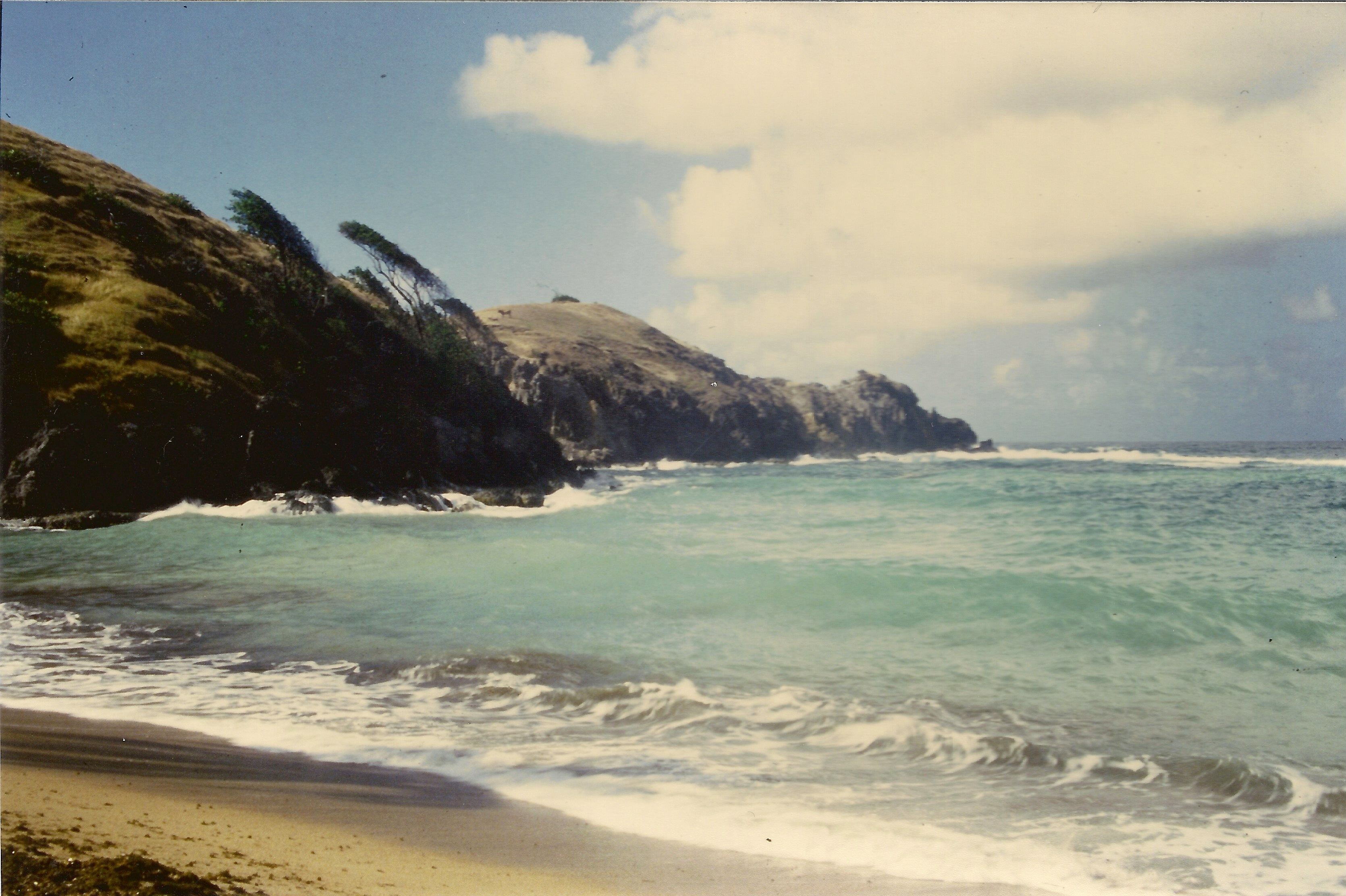
Antille (Caraibi), Atlantico settentrionale

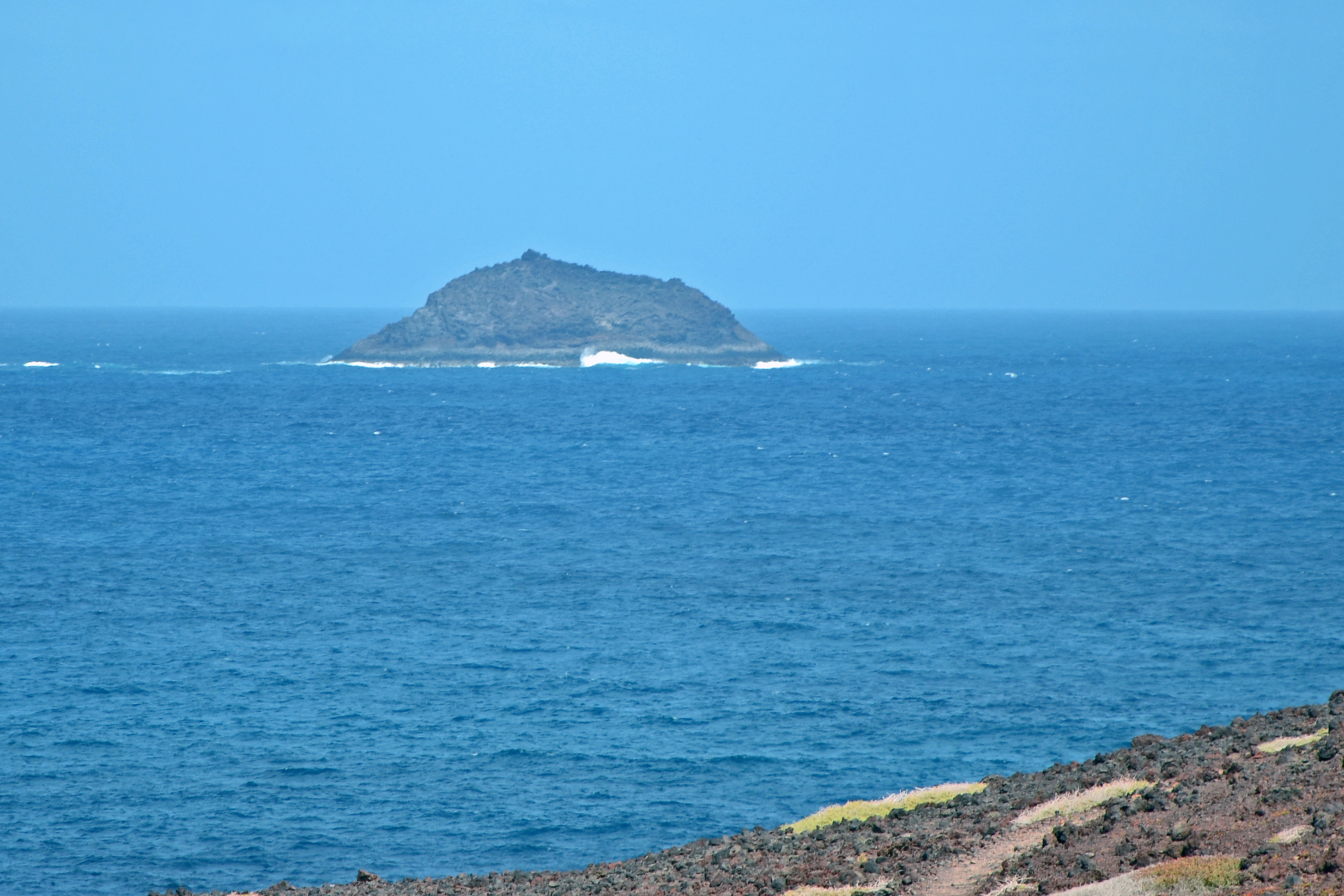
Isole Canarie al largo dell'Africa Nord-occidentale

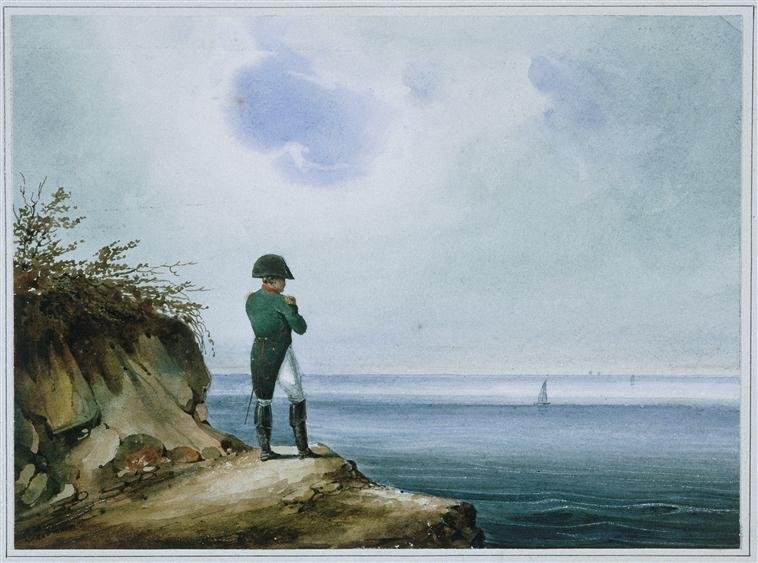
Ritratto di Napoleone a Sant'Elena

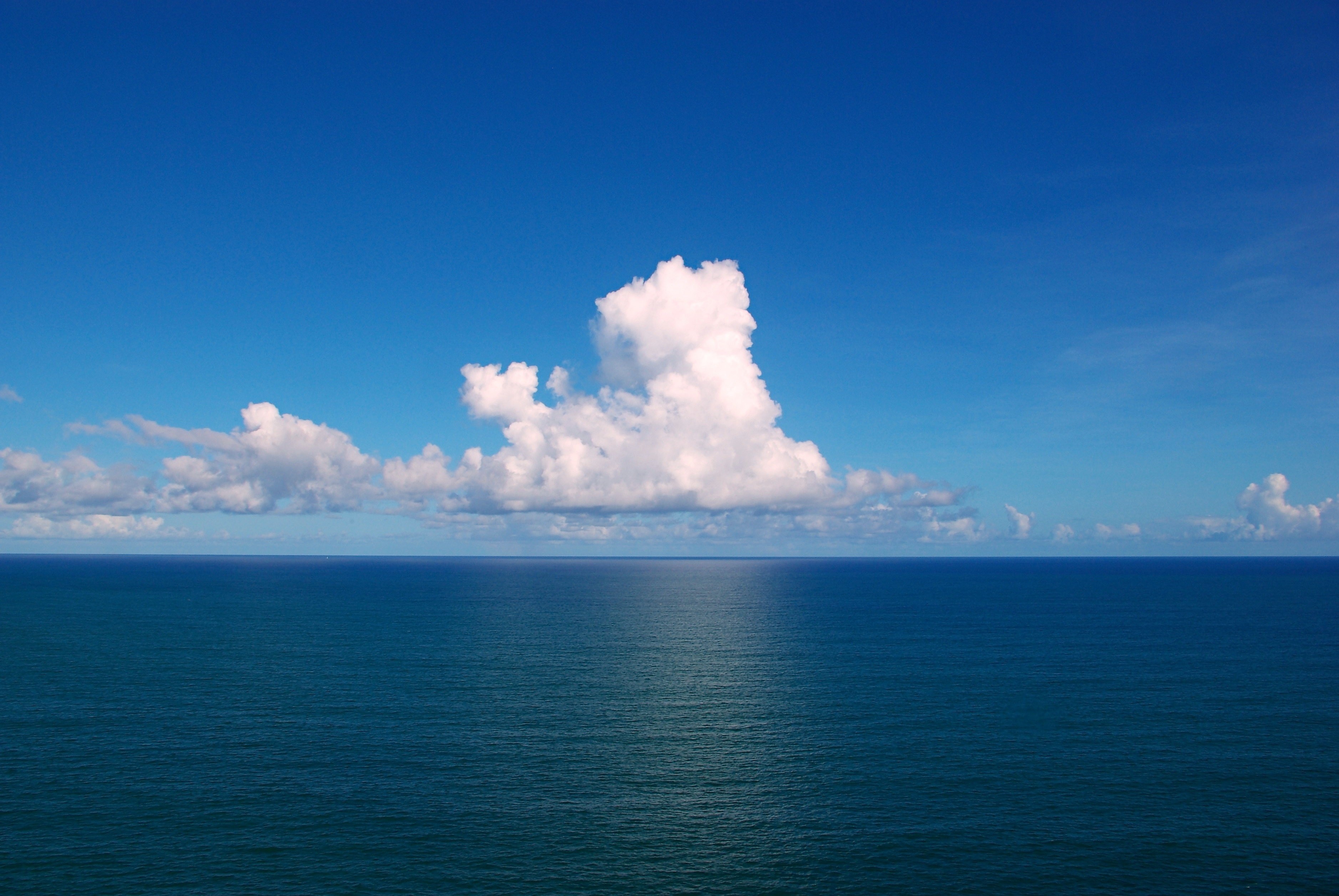
Oceano Atlantico meridionale al largo del Brasile, Atlantico meridionale

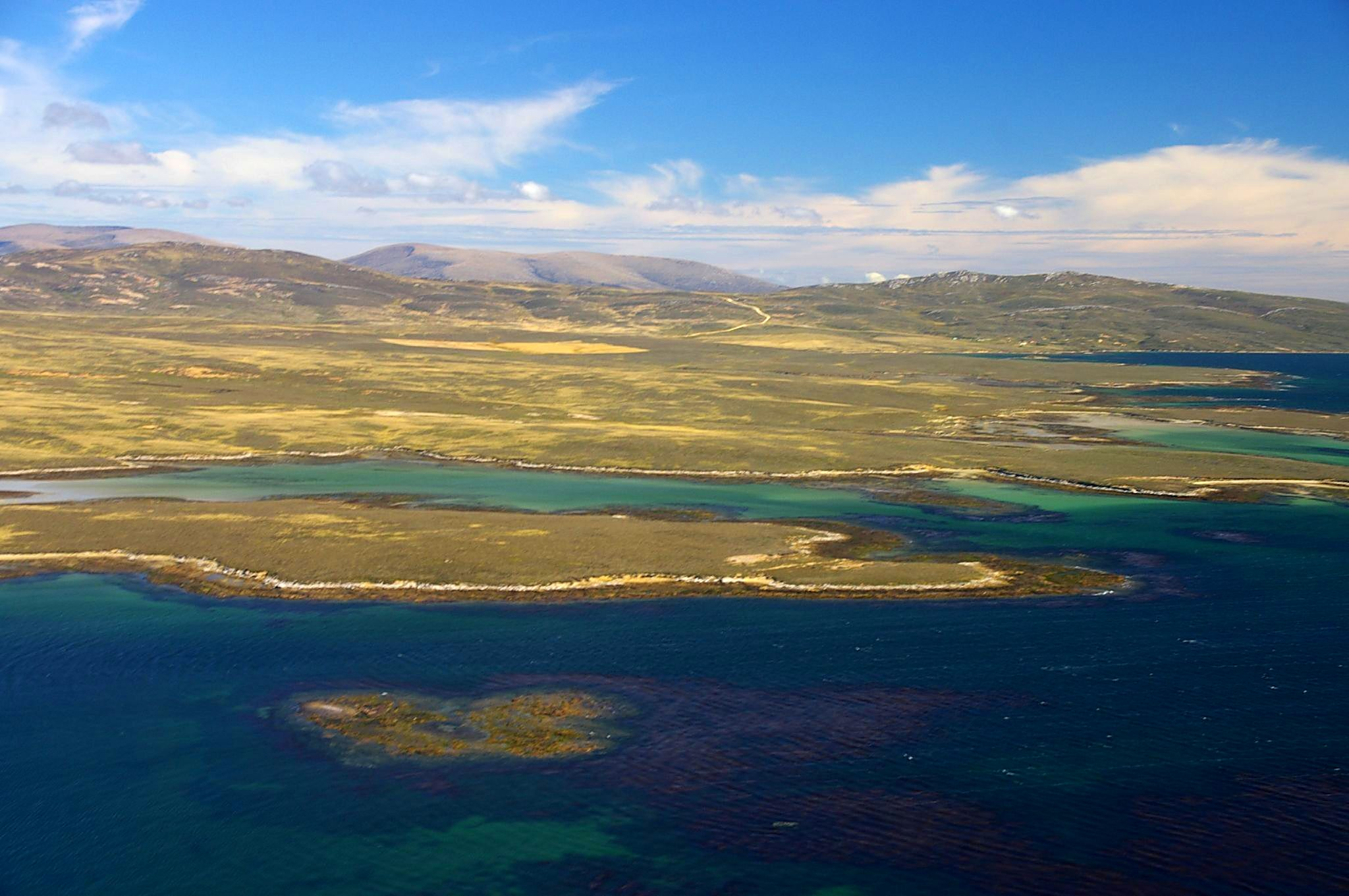
Isole Falkland al largo dell'Argentina, Atlantico meridionale

Questo oceano occupa un bacino a forma di "S", disposto nella direzione nord-sud. È diviso in due sezioni principali, l'Atlantico del Nord e l'Atlantico del Sud, da correnti equatoriali poste a circa 8° di latitudine nord. È delimitato a ovest dal continente americano (sia dalla parte settentrionale che da quella meridionale) e, a est, dall'Europa e dall'Africa; tre suoi mari dipendenti, il Mediterraneo, il Mar Nero e il Mar Glaciale Artico, bagnano anche l'Asia.
Comunica con l'Oceano Pacifico sia a nord che a sud. Il collegamento settentrionale tra i due oceani avviene attraverso il Mar Glaciale Artico, mentre quello meridionale è permesso dallo stretto di Magellano, dal canale di Beagle e dal canale di Drake. Inoltre, esiste una connessione artificiale tra i due oceani, il canale di Panama, situato in corrispondenza dell'istmo che unisce le due Americhe. A est comunica con l'oceano Indiano, attraverso il capo Agulhas, al 20° E (e non dal capo di Buona Speranza, come si ritiene comunemente), ma anche attraverso il canale artificiale di Suez.
L'Atlantico copre il 20% della superficie terrestre ed è secondo solo al Pacifico come ampiezza. L'oceano propriamente detto copre un'area di circa 82362000 km², pari a otto volte quella dell'Europa, che raggiunge i 106450000 km² se si considerano anche i suoi mari adiacenti. Le terre occupate dal bacino idrografico dell'Atlantico sono quattro volte quelle del Pacifico o dell'Indiano. Il volume dell'oceano Atlantico è di 323600000 km³, e di 354700000 km³ considerando anche i mari adiacenti.
La profondità media (volume/superficie) dell'Atlantico è di 3926 m, ridotta a 3332 m se si prendono in considerazione i mari adiacenti. La profondità maggiore è di 9219 m, raggiunta nell'abisso Milwaukee, che si trova nella fossa di Porto Rico, circa 135 km a nord dell'isola di Porto Rico. La larghezza dell'Atlantico varia tra 2848 km nel punto più stretto, tra il Brasile e la Liberia, fino a 4830 km tra gli Stati Uniti e l'Africa settentrionale.

### Caratteristiche dell'acqua
La salinità delle acque di superficie nell'oceano aperto va da 33 a 37 parti per mille, e varia con la latitudine e le stagioni. Anche se i valori minimi di salinità si trovano appena a nord dell'equatore, in genere i valori più bassi si trovano alle alte latitudini, e vicino alle foci di grandi fiumi che immettono le loro acque dolci nell'oceano. I massimi valori di salinità si trovano attorno alla latitudine 25° nord. I valori di salinità superficiale sono influenzati dall'evaporazione, dalle precipitazioni, dall'apporto di acqua dolce dei fiumi e, nelle zone più fredde, dallo scioglimento dei ghiacci.
La temperatura delle acque superficiali varia con la latitudine, con le correnti, le stagioni e la distribuzione di energia solare. Lungo l'oceano, varia da meno di 2 °C nelle regioni polari fino a 29 °C all'equatore. Nelle medie latitudini, la temperatura è intermedia, ma soggetta a grandi variazioni (fino a 7 o 8 °C). A causa delle basse temperature, la superficie è normalmente coperta di ghiaccio nel mare del Labrador, nello stretto di Danimarca e nel mar Baltico da ottobre a giugno.
L'oceano Atlantico consiste di quattro principali masse d'acqua. Le acque centrali dell'Atlantico del Nord e del Sud costituiscono le acque superficiali. L'acqua intermedia sub-antartica si estende alle profondità di 1000 m. L'acqua profonda del Nord Atlantico raggiunge la profondità di 4000 m. L'acqua antartica di fondo occupa i bacini oceanici a profondità maggiori di 4000 m.
A causa della forza di Coriolis, l'acqua del Nord Atlantico circola in senso orario, mentre l'acqua dell'Atlantico meridionale circola in senso antiorario. Le maree dell'oceano sono semidiurne, cioè comprendono due alte maree nell'arco delle 24 ore. Le maree sono un'onda che si muove da sud a nord. A latitudini superiori a 40°, è presente anche un'oscillazione est-ovest.

### Fondale oceanico
La caratteristica principale della topografia del fondo oceanico dell'Atlantico è una grande catena di montagne sottomarine, chiamata la dorsale medio atlantica. Si estende dall'estremità nord, accanto all'Islanda, fino all'estremo sud a 58° di latitudine, raggiungendo una larghezza massima di circa 1600 km. Lungo la dorsale, nei pressi della sommità, si trova una grande fossa che scorre per la maggior parte della catena montuosa. La profondità delle acque sopra la dorsale è spesso inferiore a 2700 m, e numerosi picchi si ergono fuori dall'acqua, formando delle isole, quali ad esempio le Azzorre. L'Atlantico del sud presenta anche altre due ristrette dorsali asismiche, la catena di Walvis e la catena di Rio Grande.
La dorsale medio atlantica separa l'Oceano Atlantico in due grandi sezioni, che hanno una profondità compresa tra 3 000 e 5500 m. Dorsali trasversali, che uniscono i continenti alla dorsale medio atlantica, dividono il fondo oceanico in numerosi bacini. Alcuni dei più grandi sono i bacini della Guiana, del Nord America, di Capo Verde e delle Canarie nell'Atlantico del nord, mentre in quello del sud si trovano i bacini dell'Angola, dell'Argentina e del Brasile.
Il fondo marino è considerato in genere abbastanza piatto, anche se non mancano montagne, fosse e altre caratteristiche. Due fosse superano gli 8000 m di profondità. Le piattaforme continentali, vicino alle terre emerse, costituiscono circa l'11% del fondo oceanico. Inoltre, molte formazioni simili a canali scavati tagliano queste piattaforme.
I sedimenti depositati sul fondo hanno origini disparate. I depositi terrigeni sono composti da particelle di sabbia, fango e roccia, formate dall'erosione dell'acqua, del vento e dall'attività vulcanica della terraferma, e poi trasportate da fiumi e piogge verso il mare. Questi materiali si trovano principalmente:
- sulle piattaforme continentali, dove sono più spessi presso la foce dei grandi fiumi (come il delta del Niger);
- ai piedi delle scarpate continentali, dove si accumulano in grandi conoidi torbiditiche per opera delle correnti torbide prodotte da grandi frane sottomarine o convogliate direttamente dalle foci dei fiumi attraverso canyon sottomarini (è il caso del Congo).

I deposti pelagici sono formati dai resti di organismi che vanno a fondo quando muoiono (possono essere silicei, come i radiolari e le diatomee, o calcarei, come i foraminiferi). Coprono la maggior parte del fondo marino, con spessori che vanno da 120 a più di 3000 m, con lo spessore minimo in corrispondenza della dorsale. I depositi autogenici o autigeni sono assembramenti di minerali, come i noduli di manganese, prodottisi per precipitazione dalle acque oceaniche in particolari condizioni di chimismo e temperatura. Sono comuni dove le altre tipologie di sedimentazione sono assenti.

### Storia geologica
I geofisici sono riusciti a inserire i vari tasselli della storia dell'oceano grazie ai modelli termici, alla teoria della tettonica a zolle, e alle misurazioni compiute in profondità. Unitamente a questo, gli esperti hanno realizzato una carta topografica del fondo dell'oceano, grazie all'impiego di strumenti atti a generare e a propagare onde acustiche riflesse dal fondo, oltre allo studio di frammenti di campioni prelevati dal fondale e delle anomalie magnetiche presenti nelle rocce magmatiche che spuntano sul fondo.
L'oceano Atlantico sembra essere il più giovane degli oceani: l'Atlantico si è formato infatti 150 milioni di anni fa, con lo spezzarsi del supercontinente Pangea a causa del fenomeno del magma fuso risalente dal mantello che formò una nuova crosta intercorrente fra Africa e America del nord e che ebbe l'effetto di dividere le terre dell'emisfero settentrionale dall'Africa e dall'America del sud. Da allora è andato espandendosi, un movimento che dura ancora oggi: le Americhe si separano da Europa e Africa a un ritmo di alcuni centimetri all'anno.
In un periodo databile 125 milioni di anni fa, nella zona centrale dell'Atlantico settentrionale si formò una attiva dorsale medio oceanica e proprio in questo periodo l'America del sud iniziò a staccarsi dall'Africa. Il movimento fra le due Americhe fece sorgere una compressione nella zona caraibica che provocò la subduzione della zolla venezuelana.
La dorsale medio atlantica alimenta questa espansione: attraversa tutto l'Atlantico da nord a sud, e da essa emergono nuove sezioni del fondo marino che spingono verso l'esterno quelle già esistenti. In prossimità dei continenti, il fondo marino viene spinto verso il basso, rientra nel mantello terrestre e favorisce la formazione di isole vulcaniche. Una delle conseguenze di questo movimento è che il fondo marino dell'atlantico è una zona geologicamente giovane, con un'età spesso inferiore al centinaio di milioni di anni.
All'incirca 80 milioni di anni fa, l'Atlantico settentrionale assunse le sembianze di un oceano, in alcune zone la profondità raggiunse i 5 000 metri e si instaurò una circolazione di acqua che consentiva uno scambio fra i vari oceani; in questo periodo si staccarono la Groenlandia e l'America settentrionale. Circa 65 milioni di anni fa la Groenlandia si allontanò dall'Europa e fino a 20 milioni di anni fa, una dorsale asismica vicino all'Islanda aveva protetto l'Atlantico dal fluire di acque fredde artiche. Una buona parte della topografia dell'oceano è stata impostata 36 milioni di anni fa, solamente la penisola iberica e l'Europa erano ancora lontani dall'Africa.
La storia batimetrica dell'oceano consente di chiarire alcune anomalie, quali ad esempio il rilevamento di sedimenti carbonatici in uno strato inferiore a quello del carbonato di calcio; questo fenomeno accade perché la crosta oceanica quando si forma si colloca al di sopra della profondità di compensazione dei carbonati e perciò viene inevitabilmente coperta da sedimenti carbonatici; ma in una seconda fase il fondo allontanandosi dal centro, subisce una subsidenza che lo trascina al di sotto della profondità di compensazione e ai sedimenti carbonatici a questo punto si sovrappongono argille e fanghi silicei oltre a sedimenti terrigeni.

### Clima
Il clima dell'Atlantico e delle terre adiacenti allo stesso oceano ed è influenzato dalla temperatura delle acque superficiali, dalle correnti oceaniche e dai venti che soffiano sopra le acque. A causa della grande capacità dei mari di trattenere il calore, i climi marittimi sono temperati e non presentano variazioni stagionali estreme. Le precipitazioni risentono enormemente dell'oceano, perché l'evaporazione dell'acqua oceanica è una delle fonti principali di vapore acqueo.
Le zone climatiche cambiano con la latitudine: le zone più calde attraversano l'Atlantico a nord dell'equatore. Le zone più fredde si trovano a grandi latitudini, e specialmente nelle zone coperte di ghiaccio. Le correnti oceaniche contribuiscono al clima, trasportando acqua calda e fredda in diverse regioni. I venti che soffiano su queste acque contribuiranno poi a riscaldare o raffreddare le terre adiacenti.
La corrente del Golfo, per esempio, riscalda l'atmosfera delle isole britanniche e dell'Europa settentrionale (che altrimenti sperimenterebbero temperature ben più basse), mentre le correnti fredde contribuiscono alla formazione di nebbia al largo delle coste nord-orientali del Canada e delle coste nord-occidentali dell'Africa.
I cicloni tropicali (uragani) si sviluppano al largo della costa africana vicino a Capo Verde e si muovono verso ovest nel Mar dei Caraibi. Gli uragani possono formarsi da maggio a dicembre, ma sono più frequenti tra agosto e novembre. Le tempeste sono comuni nell'Atlantico settentrionale durante l'inverno, rendendo pericolosa la traversata.

## Storia
L'Atlantico è stato esplorato estensivamente. I Vichinghi, i Portoghesi e Cristoforo Colombo sono tra i più famosi primi esploratori. I Vichinghi colonizzarono la Groenlandia prima dell'anno Mille, ma la colonia fu spazzata via da un peggioramento del clima.
Dopo Colombo, l'esplorazione europea accelerò rapidamente, e furono stabilite molte nuove rotte commerciali. Il risultato è che l'Atlantico era e rimane la sede del maggior traffico commerciale tra Europa e America. Sono state intraprese numerose esplorazioni scientifiche per studiare l'Oceano e il suo ambiente.
Dopo aver remato per 81 giorni e 4766 km, il 3 dicembre 1999 Tori Murden divenne la prima donna ad aver attraversato l'oceano Atlantico da sola, quando raggiunse Guadalupa dalle isole Canarie.

## Economia
L'Oceano ha anche contribuito significativamente allo sviluppo economico delle nazioni che si affacciano su di esso. Oltre ad ospitare le maggiori rotte commerciali, l'Atlantico offre abbondanti giacimenti di petrolio nelle rocce sedimentarie delle piattaforme continentali, e le maggiori riserve di pesca del mondo. Per preservare queste riserve e l'ambiente oceanico, esistono numerosi trattati che cercano di ridurre l'inquinamento causato da versamenti di petrolio e rifiuti plastici.

## Geografia

### Punti critici e punti di accesso
Punti critici sono lo Stretto di Gibilterra e l'accesso al Canale di Panama. Gli stretti strategici includono lo Stretto di Dover, gli Stretti della Florida, il Canale della Mona e il Canale Sopravento. Durante la guerra fredda, il cosiddetto GIUK gap (dall'inglese: Greenland, Iceland, United Kingdom) era un'area estremamente importante dal punto di vista strategico, in quanto i bracci di mare che separavano tali isole, erano i punti di passaggio obbligato per la flotta sovietica, nel caso che la stessa avesse voluto raggiungere l'Atlantico, dai suoi porti nella penisola di Kola. Di conseguenza il suo controllo era di fondamentale importanza e lo stesso veniva praticato mediante forze navali ed aeree della NATO, ma anche grazie ad una rete di idrofoni sottomarini gestiti dalla stessa alleanza atlantica.

### Porti
- La Coruña
- Anversa
- Amburgo
- Belfast
- Bilbao
- Brema
- Brest
- Bordeaux
- Boston
- Buenos Aires
- Cadice
- Caracas
- Casablanca
- Città del Capo
- Colón
- Copenaghen
- Cork
- Dakar
- Danzica
- Dublino
- Freetown
- Gdynia
- Glasgow
- Göteborg
- Halifax
- Kingston
- Kołobrzeg
- Lagos
- Las Palmas
- L'Avana
- Le Havre
- Lisbona
- Liverpool
- Londra
- Malmö
- Miami
- Mindelo
- Montevideo
- Montréal
- Murmansk
- Nantes
- New Orleans
- New York
- Newport News
- Porto
- Oslo
- Plymouth
- Ponta Delgada
- Portsmouth
- Punta Arenas[9]
- Puerto Williams[9]
- Recife
- Reykjavík
- Rio de Janeiro
- Rotterdam
- Salvador
- Santo Domingo
- Santos
- Southampton
- Stavanger
- Stettino
- Świnoujście
- Tampa
- Tema
- Ustka
- Vigo

## Ambiente

### Inquinamento e preservazione delle specie
Ci sono molte specie marine in pericolo, tra cui le mante, i leoni marini, le tartarughe, le balene, le foche ed anche specie ittiche che per riprodursi migrano risalendo i fiumi che sfociano nell'Oceano come la cheppia (Alosa fallax). Le reti a strascico hanno accelerato il declino delle riserve di pesca e sono soggetto di aspre dispute internazionali. Inquinamento da fogne al largo degli Stati Uniti, del sud del Brasile e dell'Argentina. Inquinamento da petrolio nel mare Caraibico, nel Golfo del Messico, e nel mare del Nord. Inquinamento da fogne e industrie nel mar Baltico e mare del Nord.
L'uso intensivo della plastica da parte dell'uomo ha portato a riversare nell'oceano enormi quantità di rifiuti non deteriorabili al punto da formare isole di discariche gigantesche.

### Pericoli
Gli iceberg sono molto comuni nello stretto di Davis, nello stretto di Danimarca, e nell'Atlantico nord-occidentale da febbraio ad agosto. A volte sono stati visti anche molto a sud, vicino alle Bermude e alle isole Madeira. Le navi svilupperanno ghiaccio sulla loro struttura nell'Atlantico più a nord da ottobre a maggio. Il più famoso incidente dovuto a un iceberg nel Nord Atlantico è quello del transatlantico RMS Titanic, che nella notte tra il 14 ed il 15 aprile 1912, mentre eseguiva il suo primo viaggio di linea, si schiantò contro un iceberg ed affondò; nella tragedia morirono 1 500 delle oltre 2 200 persone a bordo. La nebbia persistente può essere un pericolo da maggio a settembre. Uragani da maggio a dicembre. Nell'Ottocento si verificarono casi di affondamento di navi a vapore con scafo in legno, quindi più fragile nell'impatto con le onde durante le tempeste.